# Fraxinus uhdei
Fraxinus uhdei är en syrenväxtart som först beskrevs av Theodor Wenzig, och fick sitt nu gällande namn av Alexander von Lingelsheim. Fraxinus uhdei ingår i släktet askar, och familjen syrenväxter. Inga underarter finns listade i Catalogue of Life.
Trädet förekommer från Mexiko till norra Costa Rica. Det ingår iskogar som domineras av ekar, i blandskogar och i galleriskogar.
Arten drabbas ibland av skalbaggen Agrilus planipennis. Hela populationen bedöms som stor. IUCN kategoriserar arten globalt som livskraftig (LC).

## Bildgalleri

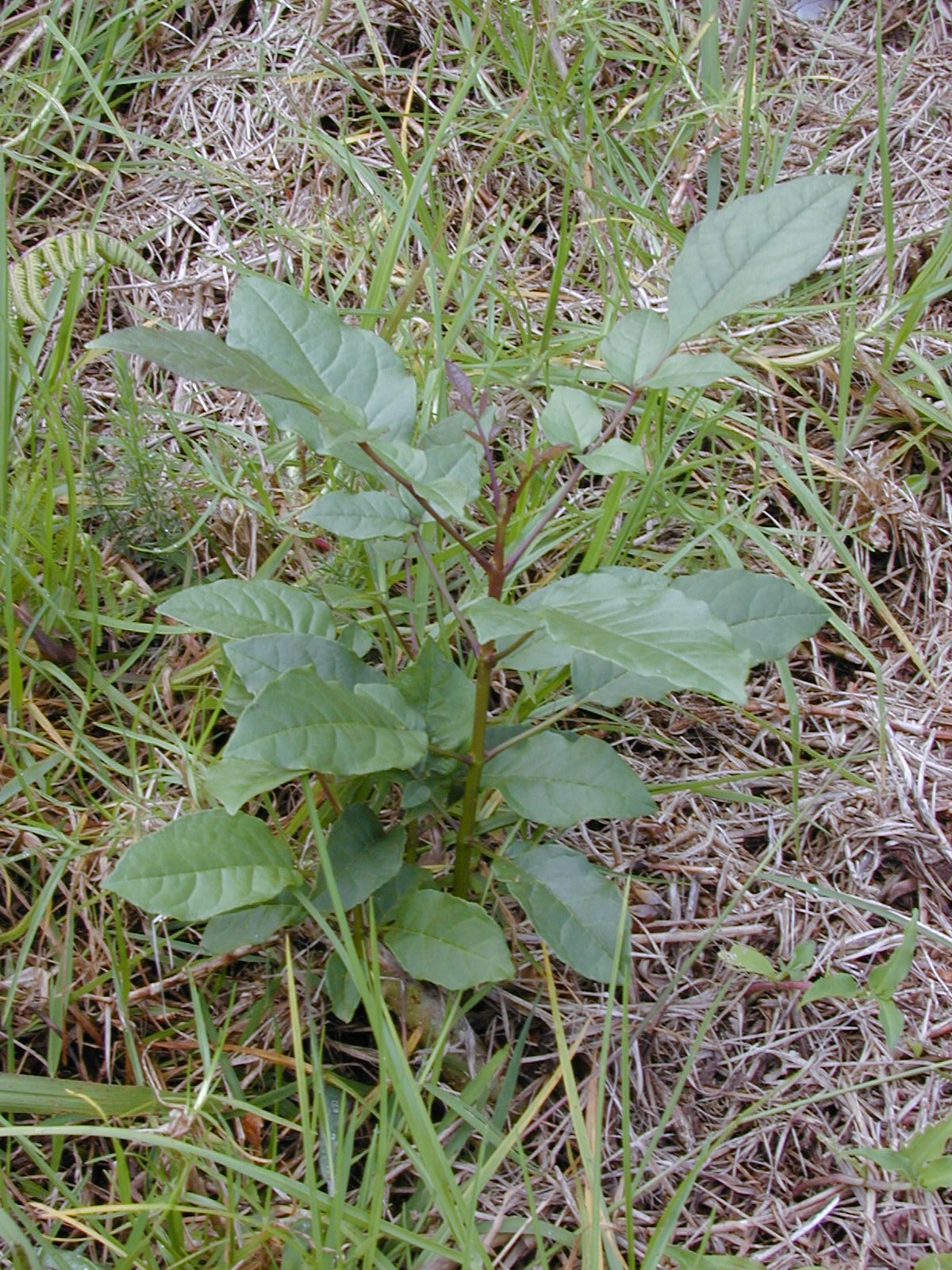
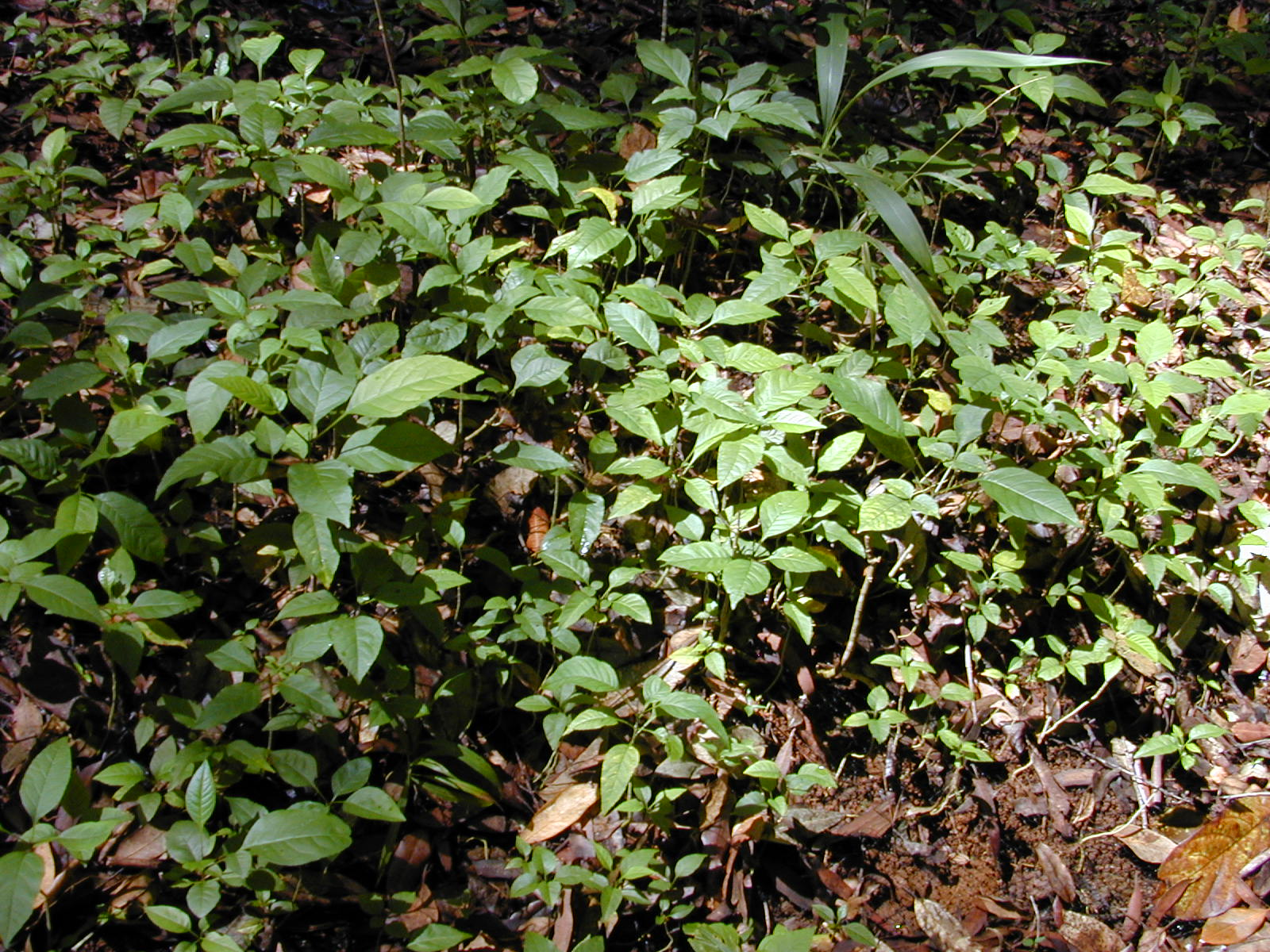
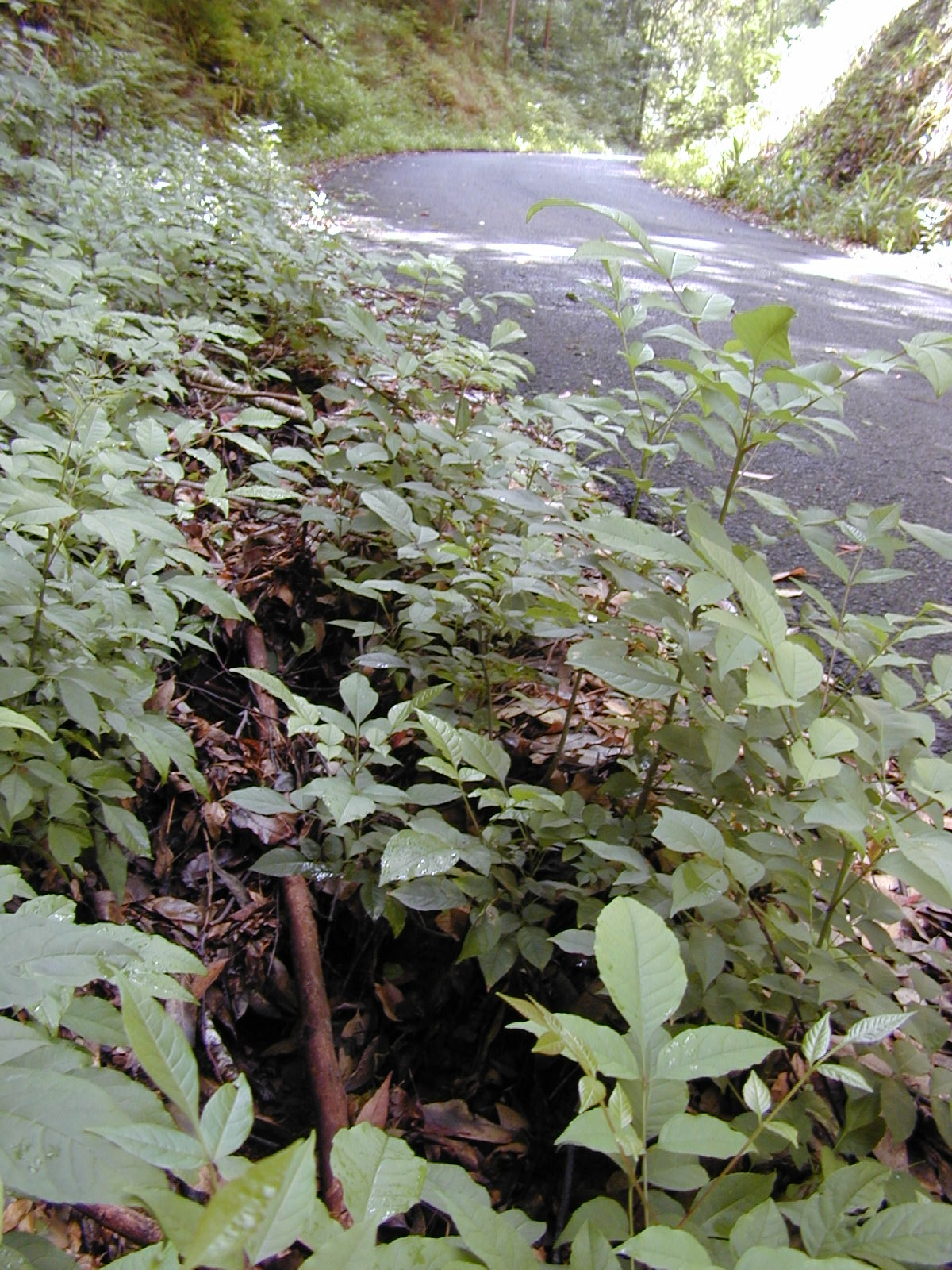
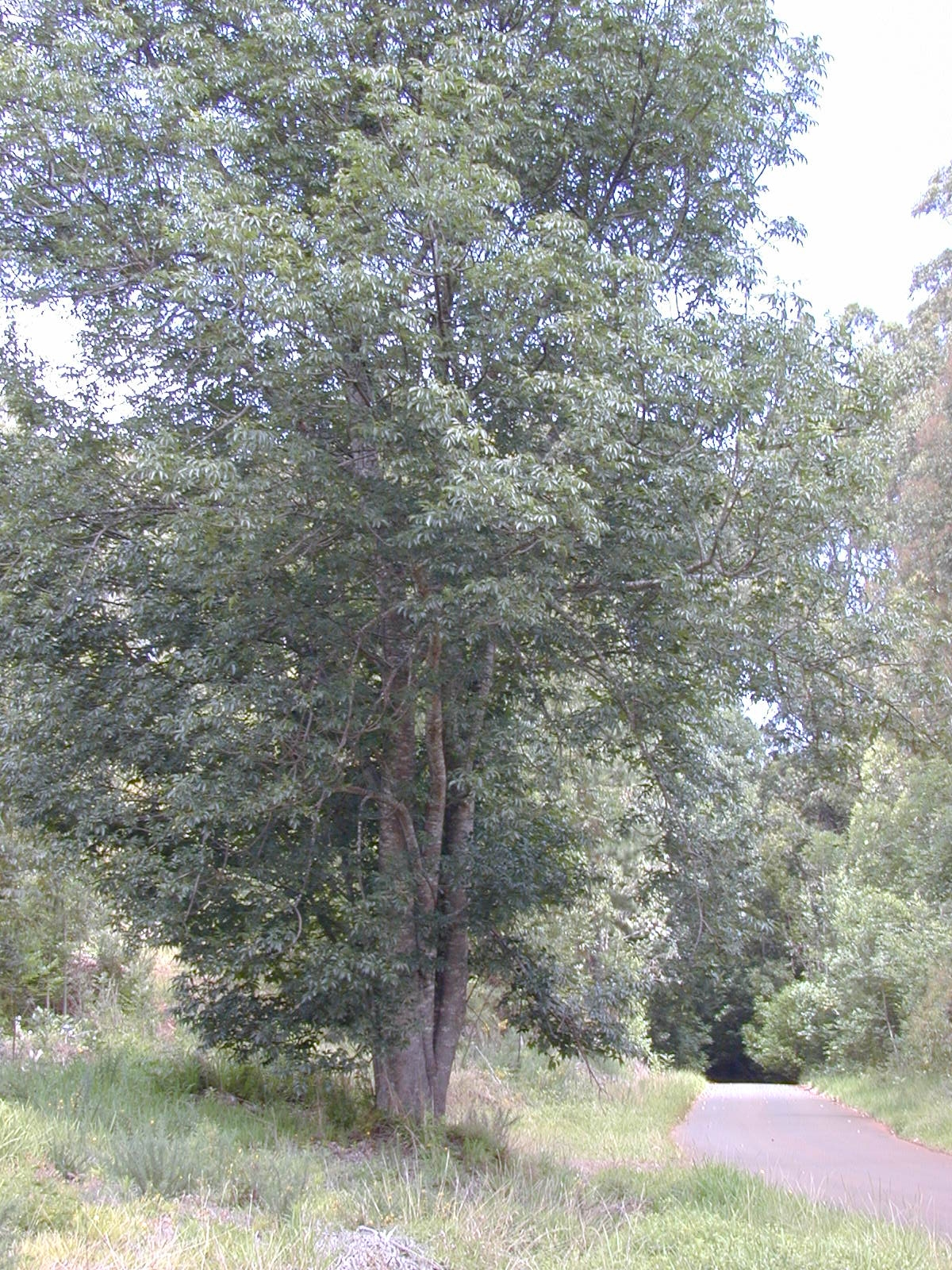
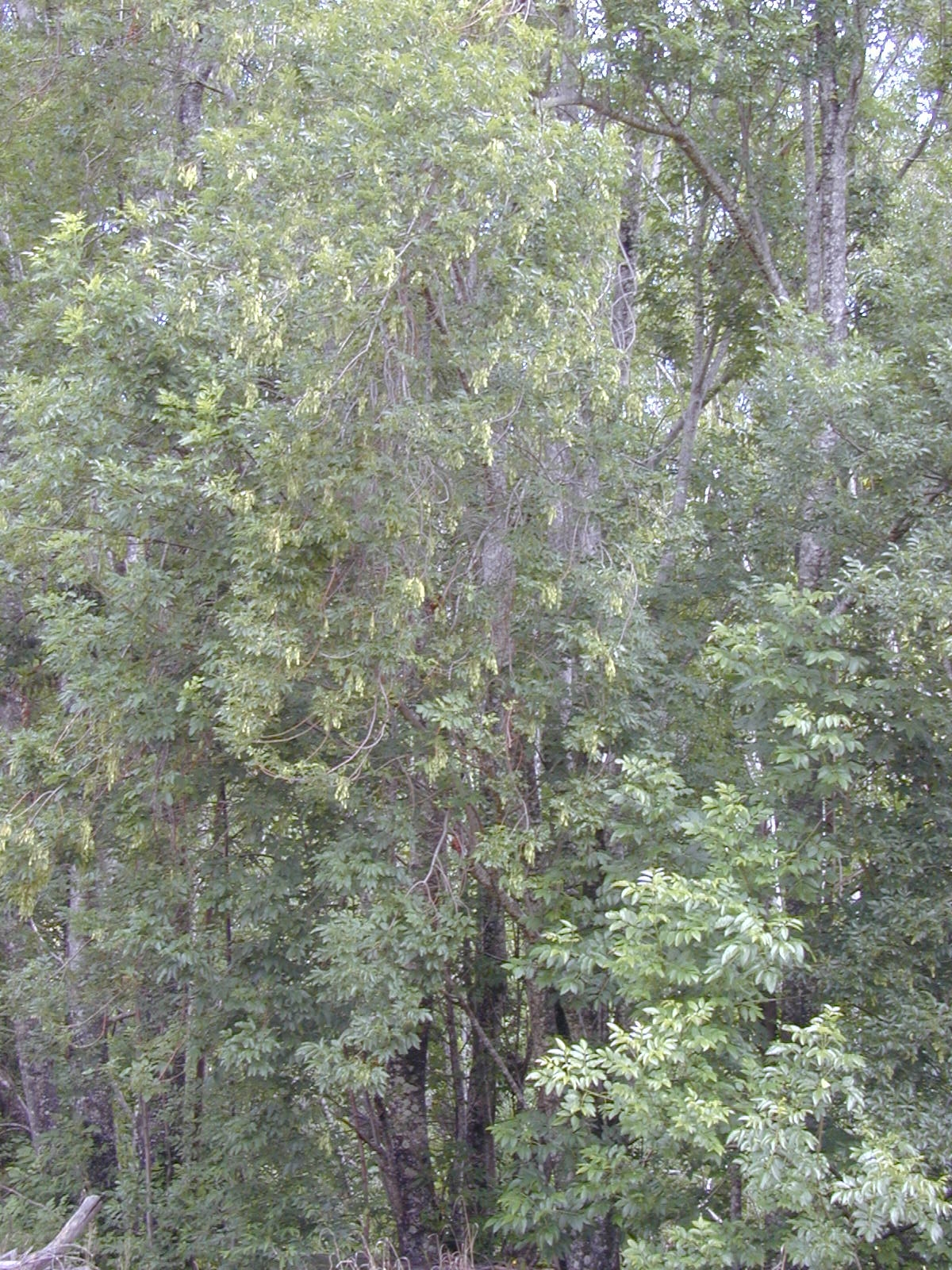
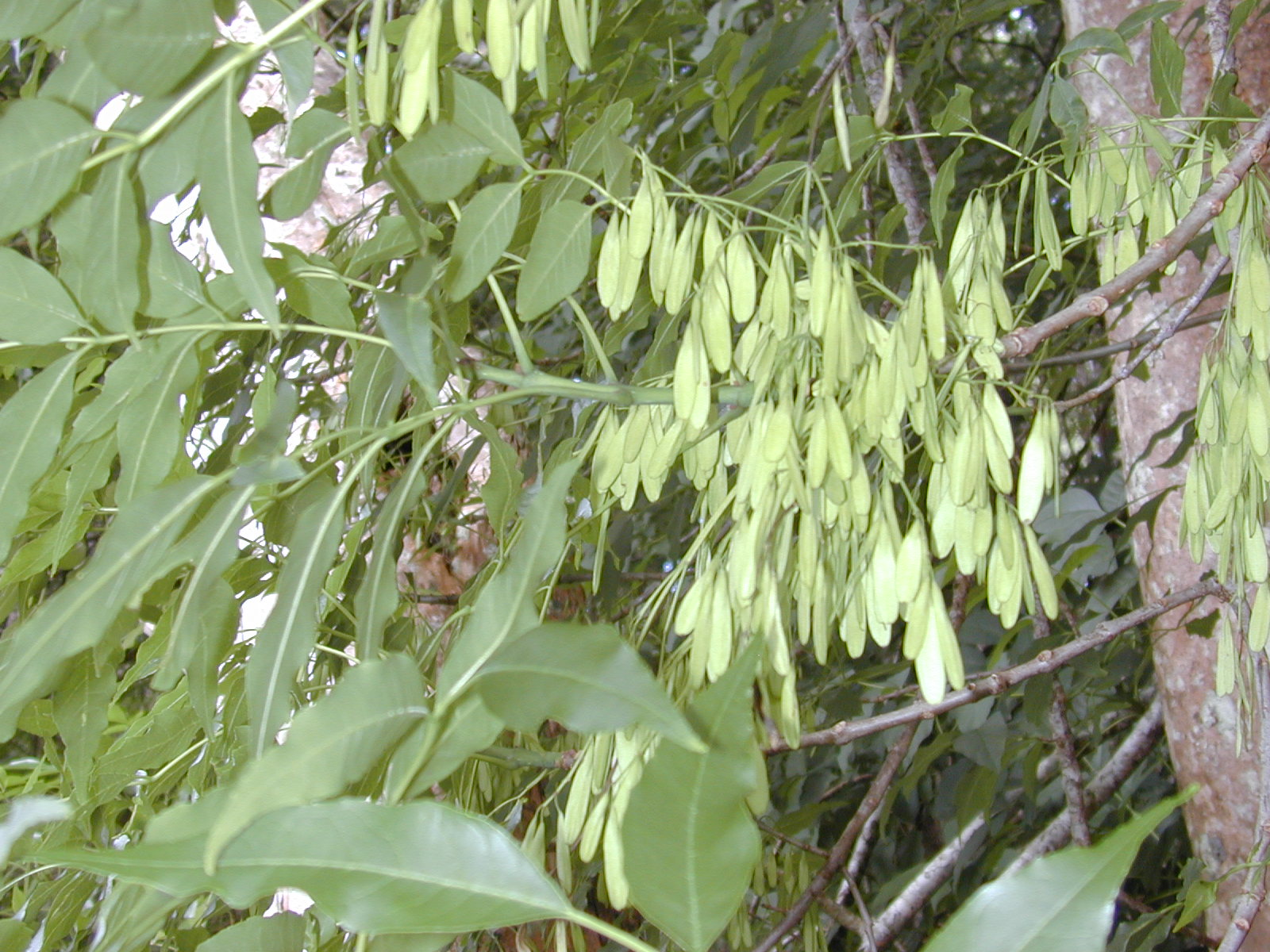